# Девичья башня (балет)
«Девичья башня» (азерб. Qız qalası) — балет в трёх действиях с прологом и эпилогом, первый азербайджанский балет и первый балет на мусульманском Востоке. Автор музыки и либретто Афрасияб Бадалбейли.

## Премьера
Премьера балета состоялась 18 апреля 1940 года на сцене Азербайджанского государственного театра оперы и балета. Постановка С. Кеворкова, В. Вронского. Художником был Ф. Гусак.
Главные партии на премьере балета исполняли:
- Гюльянак — Гамэр Алмасзаде (затем Т. Алиева)
- Джангир-хан — А. С. Урванцев
- Полад — Константин Баташев
- Айпери, кормилица — М. Бабаева
- Мать Гюльянак — Л. Тахмасиб

## Последующие постановки
В 1948 году в том же театре состоялось возобновление спектакля в новой хореографической редакции  Гамэр Алмасзаде; следующее возобновление — в 1958 году, в новой редакции.
Главные партии в 1958 году  исполняли:
- Гюльянак — Лейла Векилова (затем Рафига Ахундова, Тамилла Ширалиева)
- Джангир-хан — Константин Баташев
- Полад —  Максуд Мамедов (затем Юрий Кузнецов, Владимир Плетнёв)

24 октября 1999 года состоялась новая редакция балета. Автор новой редакции — Юлана Аликишизаде. Автор новой музыкальной редакции — Фархад Бадалбейли.
Главные партии исполняли:
- Гюльянак — Медина Алиева
- Полад — Гюльагаси Мирзоев
- Джангир-хан — Юрий Лобачев
- В балете также принимает участие коллектив Государственного ансамбля танца под руководством Афаг Меликовой.

## Музыка балета
Композитор воссоздаёт в балете и образно-интонационный строй, типичный для фольклорных произведений. Примером этого служат пляски крестьян, танец свахи, вступление к первому действию, партию Айпери. Бадалбейли ввёл в балет и подлинные азербайджанские мелодии — лирическую песню «Ай, бэри бах» («Танец девушек» из первого действия), танцевальные напевы «Тэрэкэмэ», «Кикиджан» (танец крестьян из первого действия, вступление к этому же действию), рэнг мугама «Баяты-шираз» (танец Гюльянак из третьего действия). Бадалбейли использовал также армянские («Танец армянских гостей»), узбекские («Танец узбекских гостей»), иранские («Танец персидских гостей») мелодии. С помощью народных тем композитор даже стремится осуществить «сквозное» музыкальное развитие. Так, «Ай, бэри бах» печально звучит в эпилоге, воскрешая в памяти героини былые светлые дни, а «Кикиджан» — в «Сцене в темнице» (воспоминания Полада).

## Галерея

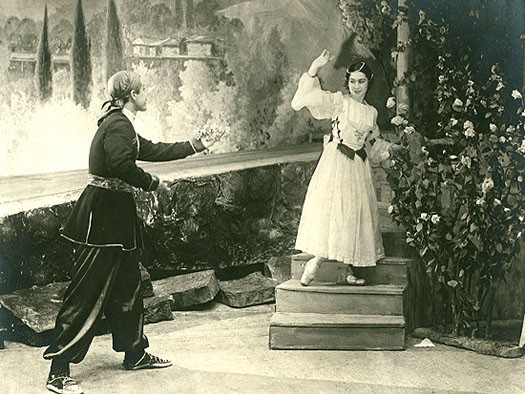
К.Баташев (Полад) и Г.Алмасзаде (Гюльянак), 1940 г.
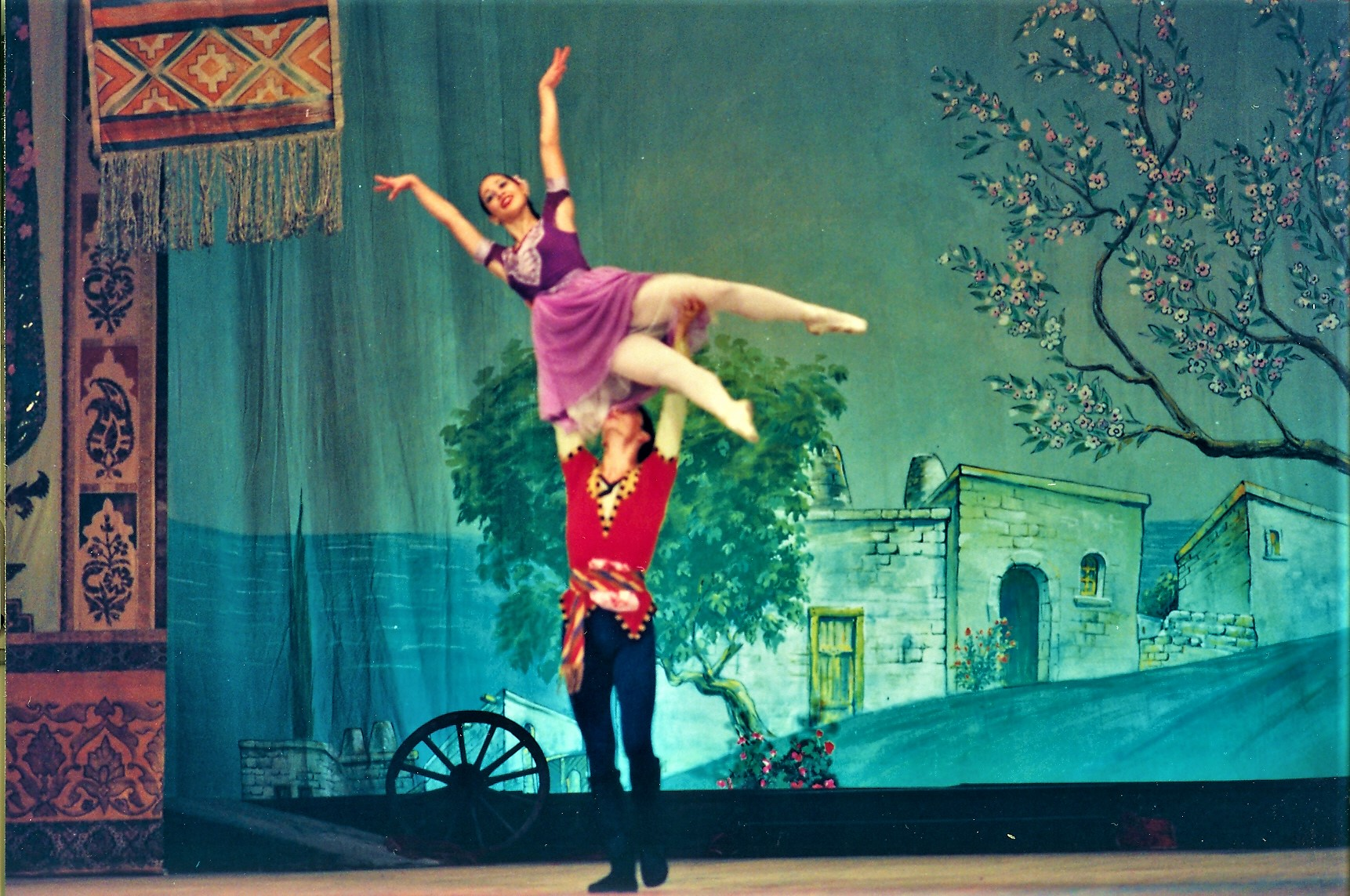
Н.Рамазанова (Гюльянак) и Г.Мирзоев (Полад), 1999 г. (Фото И. Джафарова)